# Jet Rescue
Jet Rescue in Sea World (Surfers Paradise, Queensland, Australien) ist eine Stahlachterbahn vom Modell Family Launch Coaster des Herstellers Intamin, die am 26. Dezember 2008 eröffnet wurde.
Die Züge werden mittels Reibrad-Abschuss auf rund 70 km/h beschleunigt. Auf der 515 m langen Strecke befindet sich ein Boost-Abschnitt, auf dem die Züge ein weiteres Mal mittels Reibräder beschleunigt werden.
Mit Canavar Dalga wurde im Wonderland Eurasia (Türkei) 2019 eine baugleiche Anlage errichtet, die allerdings nie eröffnet wurde.

## Züge
Jet Rescue besitzt zwei Züge mit jeweils acht Wagen. In jedem Wagen können zwei Personen (eine Reihe) Platz nehmen. Die Sitzplätze sind wie Jet-Skis ausgeführt und sollen das Gefühl einer Jet-Ski-Fahrt auf dem Meer vermitteln.